# Вогняні жуки
Вогняні жуки — загальна назва представників сімейства тенебріоноїдів Pyrochroidae.  Родина, яка зустрічається по всьому світу, і найбільш різноманітна в помірних широтах. Розмір дорослих особин становить 2–20 міліметрів; личинки досягають 35 міліметрів.  
Личинки Pyrochroinae зустрічаються в корі мертвих дерев. Ймовірно, вони здебільшого грибоїдні, хоча можуть стати канібалами, якщо їх скупчити. Ця родина містить близько 150 видів у 30 родах.  Самці багатьох видів підродини Pyrochroinae мають гребінчасті або рогові вусики. Ця родина також тепер включає більшість колишніх членів вже неіснуючої родини яка мала назву Pedilidae.

## Поведінка
Вогняні жуки не вважаються шкідливими для людини, оскільки вони не кусаються, не жалять і не виділяють токсичних хімікатів.  Однак необхідні додаткові дослідження цих комах, щоб повністю зрозуміти їхню поведінку та якості.